# 图库洛尔人
图库洛尔人（阿拉伯语：توكولور），一译作图库列尔人，是西非塞内加尔富塔图洛地区的一支原住民族裔，在马里和毛里塔尼亚境内有较小规模的定居点。图库洛尔人在11世纪早期皈依伊斯兰教。他们拥有悠久的伊斯兰教传统，并引以为傲。在今日的塞内加尔，该民族与富洛人是第一批穆斯林，并对该宗教在塞内加尔的传播有深远的影响。
图库洛尔人奥马尔·赛义德·塔尔曾在19世纪建立图库洛尔帝国并对临近的民族以及法国殖民者发动吉哈德。
图库洛尔人使用普拉尔语。他们与塞雷尔人、沃洛夫人和富洛人关系密切但有明显不同。图库洛尔人维定居民族，多沿塞内加尔河耕种、捕鱼和畜牧为生。图库洛尔族的社会为父系一夫多妻制，社会阶级森严，有奴隶制和种姓制度 。今日约有一百万图库洛尔人生活于西非各国。

## 名称来源
图库洛尔人的名称来源不详。有猜测认为该词来源于法语中的“多色的”一词，并在民间逐渐演变成今日的称呼。另有猜测认为其名称是“tekurri”一词的变体，意为“来自塔克鲁尔的人们”，显示该族群曾是中世纪王国塔克鲁尔的子民。

## 分布与语言

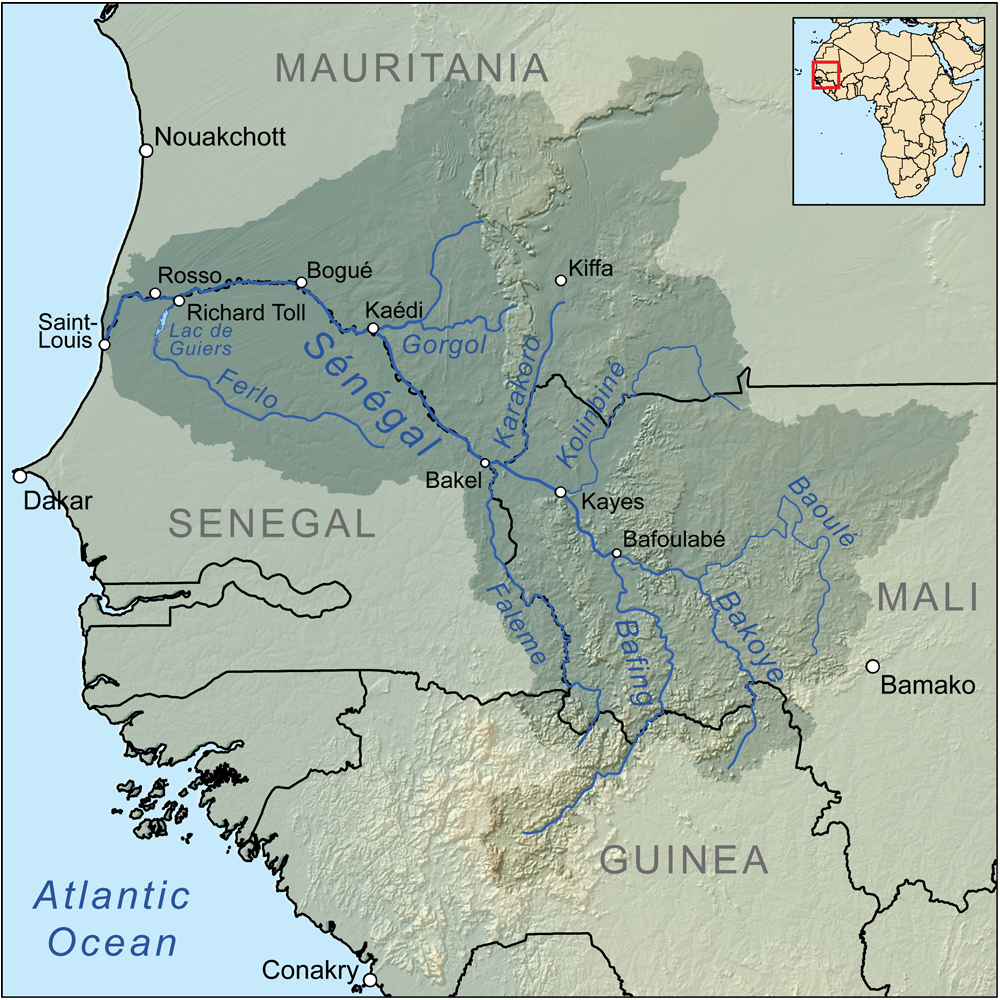
图库洛尔人的祖先生活于塞内加尔与毛里塔尼亚交接之处的塞内加尔河河谷

图库洛尔人主要生活于位于塞内加尔北部以及毛里塔尼亚南部的塞内加尔河河谷，占当地人口的约15%。近代，一部分图库洛尔人迁居马里。目前，塞内加尔河河谷内约有100万图库洛尔人，而马里境内则有约10万人。
图库洛尔人操普拉尔语。这种语言又被称为富洛语，属尼日尔-刚果语系大西洋-刚果语族。图库洛尔人将这种语言称为或 “Futanke”，法国殖民者则在记载中称其为“Haalpulaar”。

## 历史
在图库洛尔人和塞雷尔人口耳相传的传说中，图库洛尔人是塞雷尔人和富洛人的后代，学界目前广为接受这一说法。图库洛尔人和塞雷尔人之间关系特殊：双方均默许对对方的嘲弄和讽刺，但也在必要时有互助的义务，人类学家将这一现象称之为“戏谑关系”。
图库洛尔人长期扎根于塞内加尔河河谷，其统一国家的历史可追溯至公元5世纪。在10-18世纪期间，图库洛尔人先后臣服于数个异族王国。19世纪，图库洛尔人奥马尔·赛义德·塔尔建立了盛极一时的图库洛尔帝国。他于1827年在前往麦加朝圣时，他受封为“黑非洲的哈里发”。此后，他在索科托哈里发国逗留了数年。在此期间，他与该国的一位公主成婚，并向他的岳父学习关于治国和政务的知识。1845年，奥马尔返回塞内加尔，开始向本地人传播他的教义并自法国商人处购置火炮等先进武器。自1854年起，他对临近的异教族群和迷途的穆斯林不断发起吉哈德，均大获全胜。在10年间，图库洛尔帝国的疆域就已扩张至今日的塞内加尔以及马里大部。1861年，奥马尔迁都至新攻占的塞古，并与3年后传位于长子穆斯塔法。1870年，奥马尔的次子艾哈迈杜继位。他的统治被评价为“图库洛尔穆斯林对曼丁哥人和班巴拉人的暴政”。1880年代，图库洛尔帝国因摩尔人、图阿雷格人和富洛人的袭击和持续不断的内战而四分五裂，最终于1893年亡于法国殖民者。在帝国灭亡后，一部分图库洛尔人逃亡至马里，并生活至今。1989年，毛里塔尼亚境内的大量图库洛尔人为躲避动乱而流亡至塞内加尔境内定居。

## 社会制度
与富洛人不同，图库洛尔人是定居的农耕民族。绝大多数图库洛尔人都是虔诚的穆斯林。

### 氏族与家庭
父系氏族在图库洛尔人的社会中的地位举足轻重。每个图库洛尔人所拥有土地的多寡由其氏族而定。他们需参与其他氏族成员的婚丧嫁娶等仪式并赠予当事人礼物。另外，该族人亦有义务照料其氏族中的老弱病残。图库洛尔人奉行一夫多妻制，父母或其他亲属往往会包办其子女的婚姻。

### 种姓制度
图库洛尔人的社会有森严的种姓制度。传统意义上，该族内部有三档阶层，自高到低分别是“里姆”、“恩耶尼”和“吉雅”，各阶层内部又有种姓若干：
- 里姆包括“图鲁”、“瑟”和“苏巴尔”三个种姓。其中，图鲁种姓包括统治者、神职人员以及农民，而后两者则分别是士兵和渔民。超过70%的图库洛尔人均属于该阶层[16]。该阶层掌握了图库洛尔社会中绝大多数的财富与耕地[18]。
- 恩耶尼包括形形色色的工匠，有“马布”、“伯恩纳”、“萨吉”、“瓦伊尔”、“劳”和“奥劳”六个较小的种姓，分别对应纺织工、陶匠、制革匠、金属匠、木匠和演艺人员。这些种姓的人口约占图库洛尔人的10%[16]。
- 最底层的吉雅有两个种姓，“索提”和“哈尔法”，前者是被释放的前奴隶，后者则是奴隶。约20%的图库洛尔人属于该阶层[16]。

一般而言，图库洛尔人仅会与同种姓的人结婚，但恩耶尼阶层的各种姓常会通婚。然而，任意阶层的男子都可迎娶属吉雅阶层（即奴隶出身）的女子。

### 奴隶制度
图库洛尔社会有奴隶制度。其奴隶来源包括对原始部落的掠夺或是周边的奴隶市场。无论自由与否，他们的后代皆属于种姓制度的最低一档。